# Кафе «Мікеланджело»

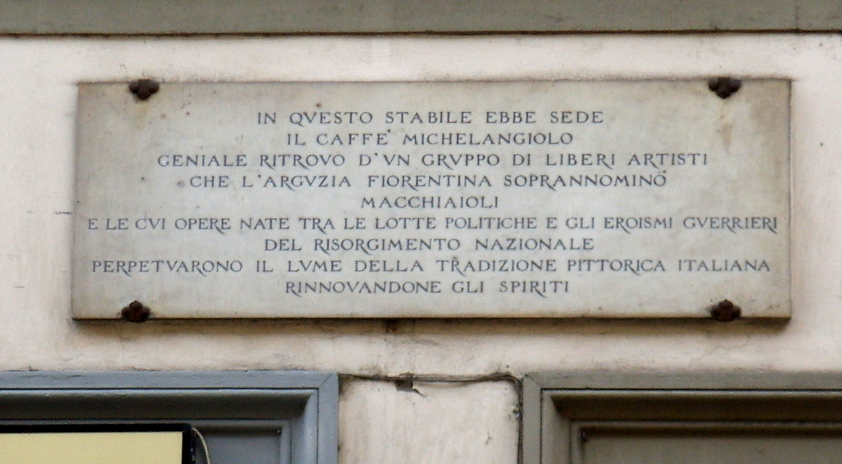
Дощечка на кафе «Мікеланджело»

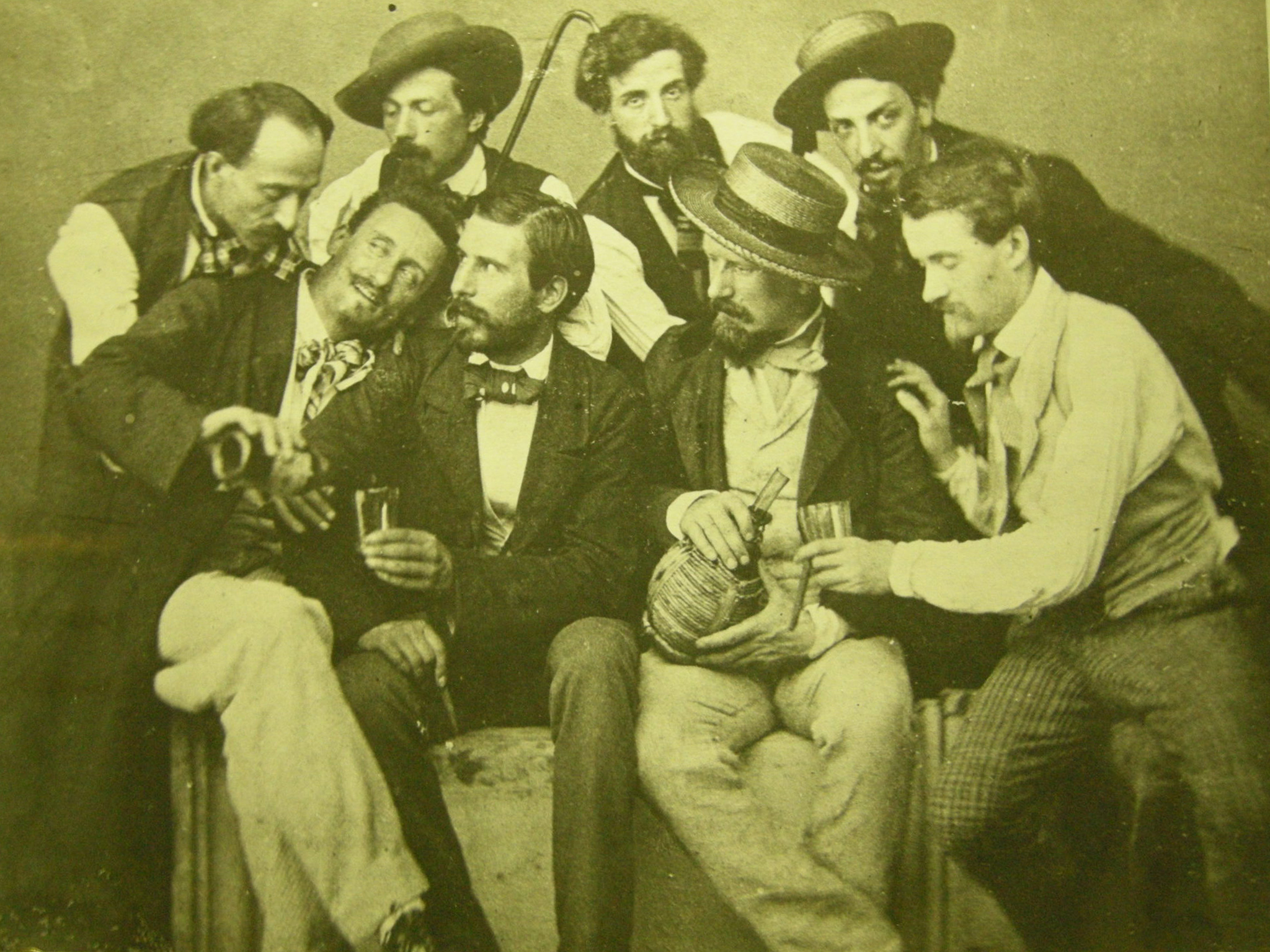
Мак'яйолі у кафе «Мікеланджело» (бл. 1856)

43°46′31″ пн. ш. 11°15′23″ сх. д. / 43.77527778° пн. ш. 11.25638889° сх. д.
43°46′31.47″ пн. ш. 11°15′22.64″ сх. д. / 43.7754083° пн. ш. 11.2562889° сх. д.
Кафе «Мікеланджело» (італ. Caffè Michelangiolo) — історичне кафе у Флоренції, розташоване на Віа Ларґа (зараз перейменована на Віа Кавур). У 19 столітті, протягом воєн Рісорджименто, це кафе стало основним місцем зустрічей для тосканських письменників і митців, а також для патріотів і політичних вигнанців з інших держав Італії.

### Мак'яйолі
Кафе «Мікеланджело», яке існувало із 1848 до 1866 років, часто відвідували представники творчого товариства Мак'яйолі, особливо після 1855 року. Один із митців, Телемако Сіньйоріні (італ. Telemaco Signorini), пізніше опублікував мемуари «Карикатуристи і карикатуровані в кафе „Мікеланджело“» (італ. Caricaturisti e caricaturati al  Caffè Michelangiolo) (1893), які стали «біблією руху Мак'яйолі». У них Сіньйоріні описав природу дискусій у кафе:
З 1848 до 1855 переважали, як диктував той час, політичні змови та розіграші. Але із 1855 до 1860 (…) друзі з Кафе, залишаючись все ще, за традицією, тими самими божевільними з Віа Ларґа, жартували вже менше й більше приділяли уваги своєму мистецтву.

## Галерея

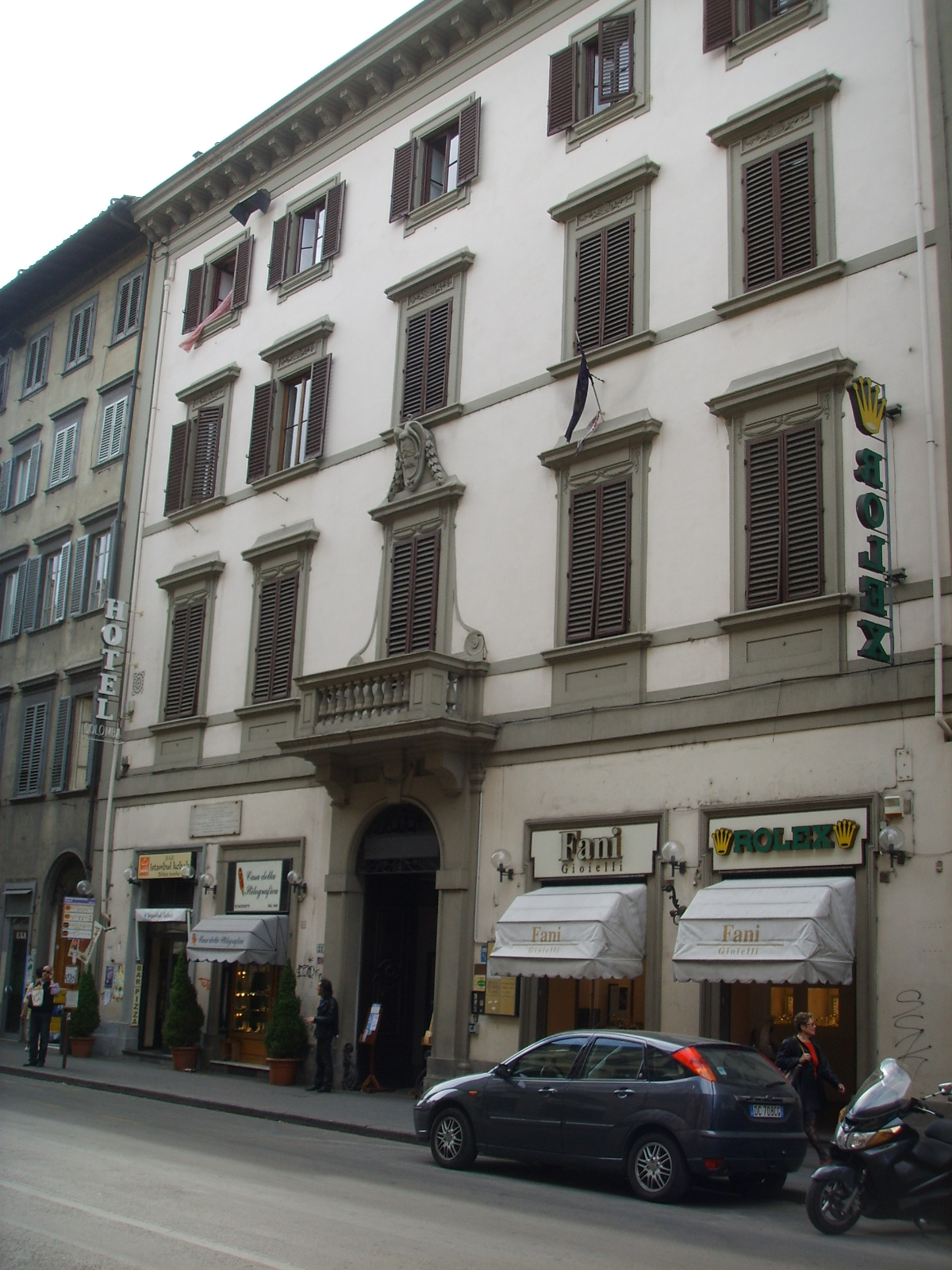
Будинок, де було історичне кафе «Мікеланджело»
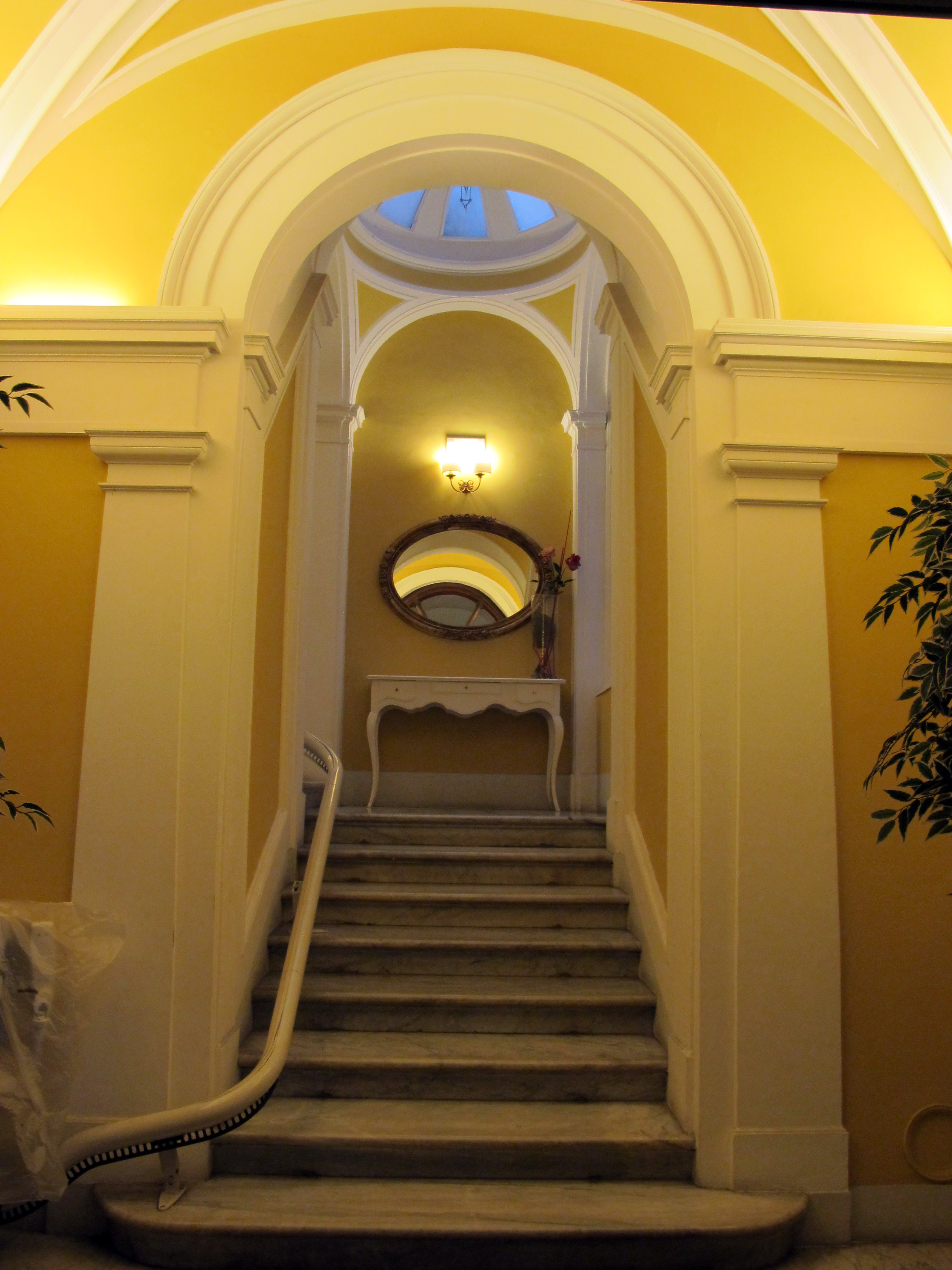
Віа Кавур, 21, Флоренція
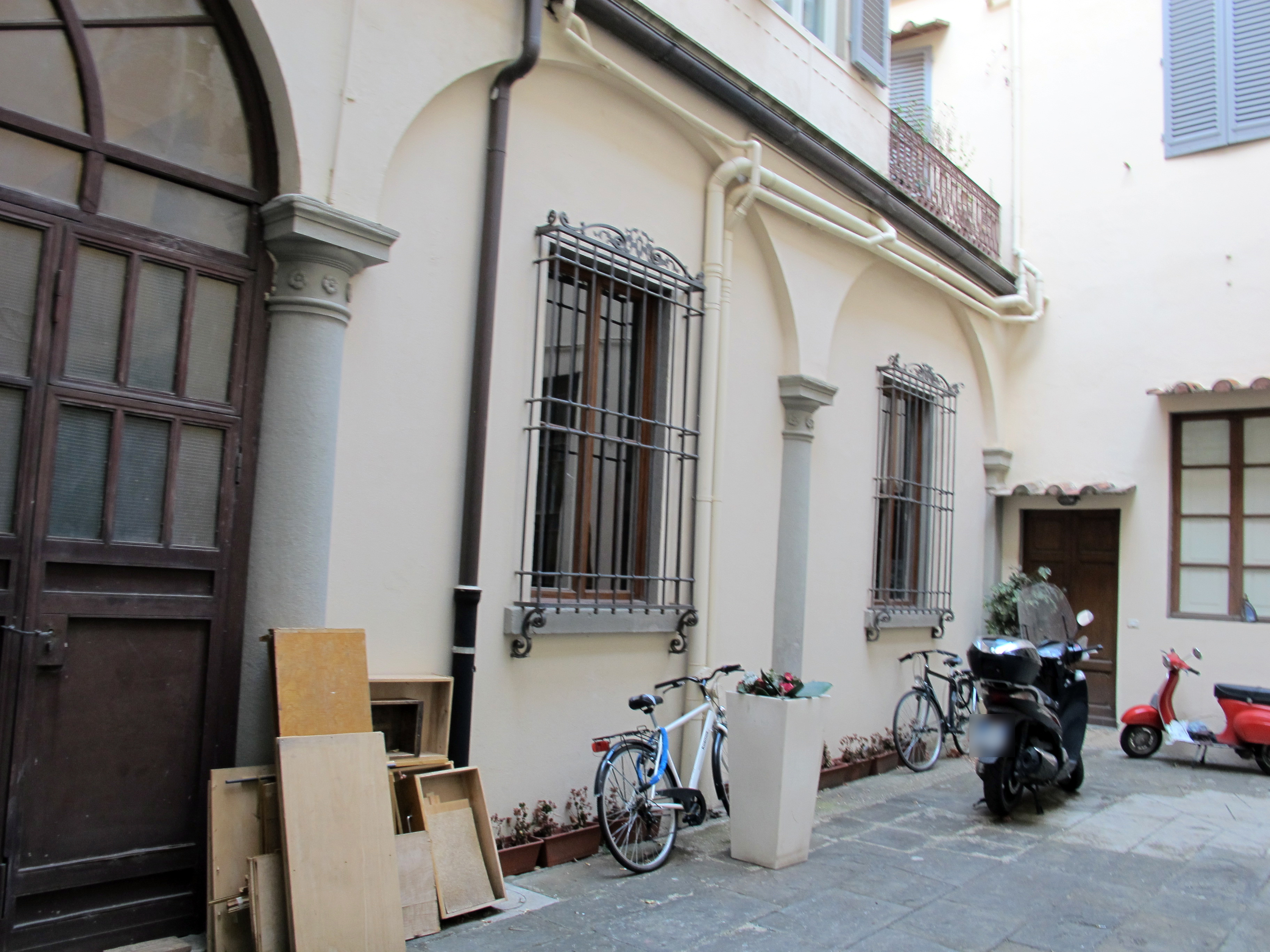